# أليوم بوكار
أليوم بوكار (بالتركية: Alioum Boukar)‏ (مواليد 3 يناير 1972) هو لاعب كرة قدم. يلعب مع منتخب الكاميرون لكرة القدم. سبق له أن لعب في كأس العالم لكرة القدم مع منتخب بلاده.

## روابط خارجية
- أليوم بوكار على موقع الاتحاد الدولي (مؤرشف)  (الإنجليزية)
- أليوم بوكار على موقع اتحاد تركيا (لاعب) (الإنجليزية)
- أليوم بوكار على موقع قاعدة بيانات كرة القدم.إي يو (الإنجليزية)
- أليوم بوكار على موقع ناشيونال فوتبول تيمز (الإنجليزية)
- أليوم بوكار على موقع عالم كرة القدم.نت (الإنجليزية)